# مركز المعجل الخطي ستانفورد
مركز المعجل الخطي ستانفورد أو مختصرا سلاك
SLAC National Accelerator Laboratory, هو مختبر يتبع وزارة الطاقة في الولايات المتحدة وتقوم جامعة ستانفورد uبتشغيله وهو يقع في في مينلو بارك في كاليفورنيا. إنه موقع معجل الجسيمات الخطي ستانفورد، الذي يصل طوله 3.2 كيلومتر وأنشيء في عام 1966 وأغلق في أوائل 2000 .استطاع هدا المسرع توصيل الجسيمات إلى طاقات (سرعات) 50 جيجا إلكترون فولط.
يعمل مركز سلاك حاليا في برنامج بحوث عريض في مجالات الفيزياء الذرية وفيزياء المواد الصلبة، وفي الكيمياء، والبيولوجي، والطب ويستخدم أشعة إكس الطادرة من سينكلوترون وجهاز ليزر للإلكترونات الحرة؛ بالإضافة إلى ذلك يقوم المركز ببحوث في الفيزياء التجريبية والفيزياء النظرية، وفيزياء الجسيمات الأولية، وكذلك في الفيزياء الفلكية، وعلم الفلك.

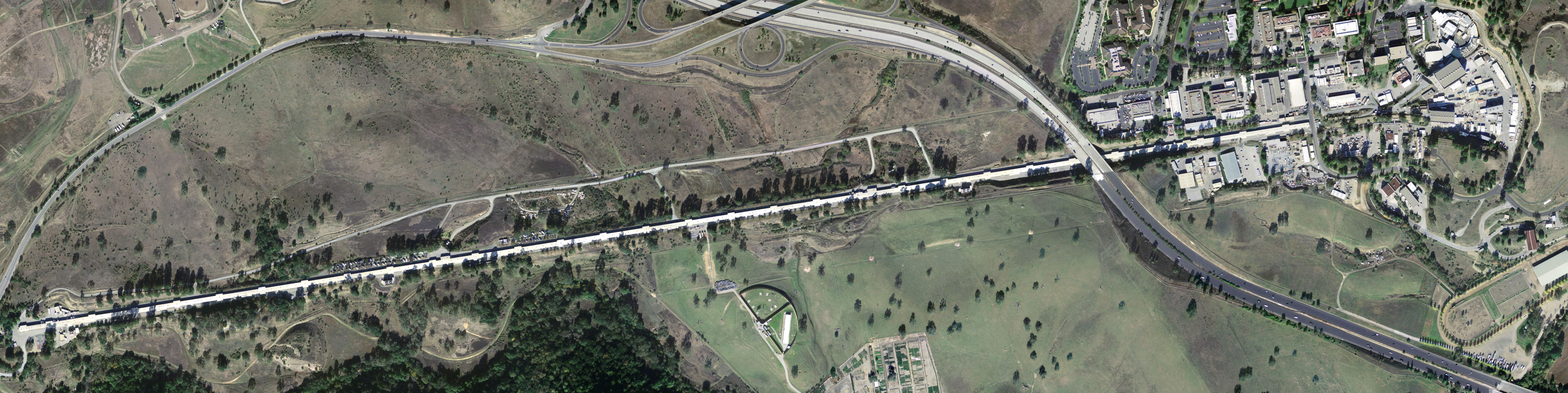
صورة من الجو للمعجل الخطي ستانفورد ، وترى مباني المركز إلى اليمين حيث تجرى البحوث والتجارب المختلفة.

## تاريخه ووظيفته
أنشء مركز البحث العلمي في عام 1962. وهو يقع في مينلو بارك في كاليفورنيا. وامه مختصرا هو سلاك SLAC وهذا اختصار لـ Stanford Linear Accelerator Center, الذي ظل يحمل هذا الاسم حتى عام 2008. وأهم جهاز تسريع لمركز البحوث هو معجل خطي للجسيمات الأولية، يبلغ طوله 3 كيلومتر، يقوم بتسريع الإلكترونات والبوزيترونات (إلكترونات موجبة الشحنة) حتى تصل طاقتها إل 50 مليار إلكترون فولط. بهذا يمكن أجراء تجارب تصادم لتلك الجسيمات السريعة، وتتم تلك التصادمات بطاقة تصل إلى نحو 91 GeV .
يوجد المعجل الخطي نحو 10 أمتار تحت الأرض ويعبر الطريق السريع رقم 280 .

## اغراضه في البحوث

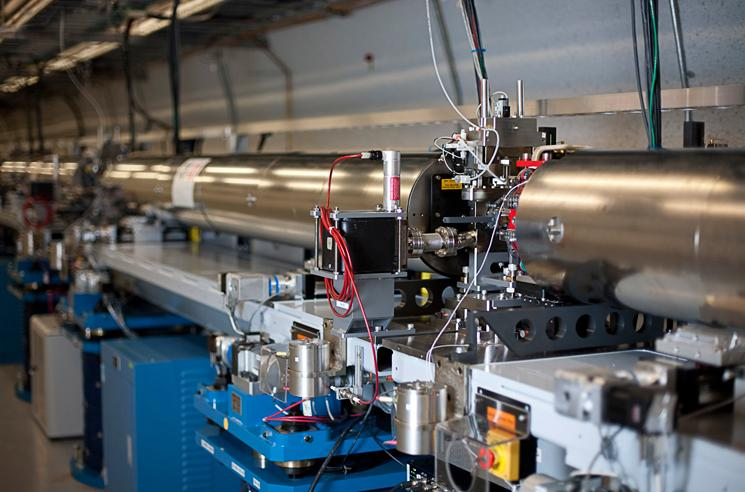
جزء من أنبوب المعجل سلاك.

في المركز سلاك يعمل أكثر من 3000 باحث علمي يستخدمون مسرع في تجارب تتعلق بفيزياء الطاقات العالية للجسيمات وفي مجال الأشعة السينكلوترونية. من التجارب التي أجريت في سلاك حازت ثلاثة منها على جائزة نوبل للفيزياء:
- 1975 - «مارتن بيرل» و «فريدريك راينيس» لإكتشافهما تاوون (ميزون ليبتوني) ونيوترينو تاووني،
- 1976 – «بورتن ريختر» الذي يعمل على سلاك و«صمويل شاو شونغ تينج» من «المختبر الوطني بروكهافن» لإكتشافهما ميزونات J/ψ , مما يشير إلى وجود كواركات شارم. وكان ريختر يستخدم حلقة المعجل إس (وهي الحلقة الغير تناظرية لتخزين الجسيمات في المعجل سلاك)، وكانت تعمل منذ عام 1972.
- 1990 - «جيرو فريدمان» و «هنري كيندال» لتفسيرهما لبنية الكواركات في البروتونات والنيوترونات.

منذ عام 1998 تجرى تجارب تصادم الإلكترونات بالبوزيترونات في تجربة تسمي تجربة-بابار، ويحاولون تقديم تفسير للظاهرة الفيزيائة الخاصة بالتناظر-CP .
في أكتوبر 2009 بدأ عمل «مصدر ليناك للضوء المتسق»، وهو أول ليزر في العالم يعمل بالإشعة السينية الشديدة الطاقة.

### تلسكوب فيرمي الفضائي لأشعة جاما
يلعب مركز بحوث SLAC دورًا رئيسيًا في مهمة وتشغيل تلسكوب فيرمي الفضائي لأشعة غاما ، والذي تم إطلاقه في أغسطس 2008. والأهداف العلمية الرئيسية لهذه المهمة هي:
- لفهم آليات تسريع الجسيمات في نواة مجرة نشطة ، والنجوم النابضة ، و بقايا مستعر أعظم .
- لحل سماء أشعة جاما: مصادر مجهولة وانبعاثات منتشرة.
- لتحديد السلوك عالي الطاقة لانفجارات أشعة جاما وعابراتها.
- لسبر المادة المظلمة والفيزياء الأساسية.

## اقرأ أيضا
- معجل خطي
- أشعة سينكلوترون
- مختبر لورانس ليفرمور الوطني